# Raisio
Raisio (szw. Reso) – miasto w Finlandii, w prowincji Finlandia Zachodnia. Około 23 809 mieszkańców. W mieście znajduje się firma Raisio Group produkująca m.in. tłuszcze roślinne.

## Sport
- Raision Loimu - klub piłki siatkowej mężczyzn

## Współpraca
- Kingisepp, Rosja
- Sigtuna, Szwecja
- Csongrád, Węgry
- Elmshorn, Niemcy